# 熱田五郎
熱田 五郎（あつた ごろう、1912年11月14日 - 1960年11月20日）は、日本の作家。本名は渋谷 天珍兒（しぶや てつじ）。
北海道寿都郡黒松内村出身。1935年、旭硝子に入社、熔解工として働きながら文学を志す。1936年、「馬鹿野郎」が『文学評論』に掲載される。
戦後、戦時中の弾圧経験を描いた「さむい窓」が1947年に雑誌『新日本文学』に掲載され、現役の工場労働者ということもあって、小沢清とともに〈労働者作家〉として脚光を浴びる。その後、『人民文学』などに作品を発表した。
1960年11月20日、胃がんのため死去。

## 著書
- 『さむい窓』冬芽書房、1950年
- 『うつくしき曇天の街』東邦出版社、1972年